# Diapensie
Diapensie (Diapensia) je rod rostlin z čeledi diapensiovité. Jsou to polštářovitě rostoucí, nízké, stálezelené polokeře s jednoduchými střídavými, hustě nahloučenými listy a pětičetnými květy. Plodem je tobolka. Rostliny vzhledem poněkud připomínají některé lomikameny, od nichž se mj. odlišují plně srostlým semeníkem a jedinou čnělkou. 
Rod zahrnuje 7 druhů a je rozšířen v chladných oblastech severní polokoule a v asijských velehorách. V Evropě roste jediný druh, diapensie laponská. Jsou to rostliny extrémně odolné vůči chladu. Jako skalničky se pěstují jen vzácně, neboť špatně snášejí prostředí s vyššími teplotami.

## Popis
Diapensie jsou nízké, stálezelené polokeře, vytvářející shluky polštáře nebo kobercovité porosty. Diapensia wardii dorůstá výšky až 15 cm, ostatní druhy jsou nižší. Stonky jsou útlé a větvené, většinou poléhavé nebo vystoupavé. Listy jsou jednoduché, střídavé, krátce řapíkaté až téměř přisedlé, celokrajné, lodyžní, často nahloučené nebo hustě se střechovitě kryjící, podlouhle kopinaté až úzce lžicovité, obvejčité nebo lžicovitě vejčité, o délce 3 až 15 mm, bez palistů. Většinou jsou jednožilné, někdy s 1 či 2 málo zřetelnými postranními žilkami. 
Květy jsou jednotlivé, vrcholové, pětičetné, stopkaté až téměř přisedlé, těsně podepřené 2 až 3 listeny. Stopky se za plodu prodlužují. Kališní lístky jsou volné nebo na bázi srostlé. Koruna je bílá, smetanová až růžová, zvonkovitá až miskovitá, opadavá, 7 až 10 mm dlouhá, složená z 5 ve spodní polovině srostlých lístků. Tyčinek je 5, s nitkami přirostlými ke korunní trubce. Staminodia jsou zakrnělá nebo zcela chybějí. Semeník je vejcovitý, obsahuje 3 komůrky a nese přímou, nitkovitou čnělku zakončenou hlavatou nebo lehce trojlaločnou bliznou. Plodem je elipsoidní nebo kulovitá, trojkomůrková tobolka obklopená vytrvalým kalichem.

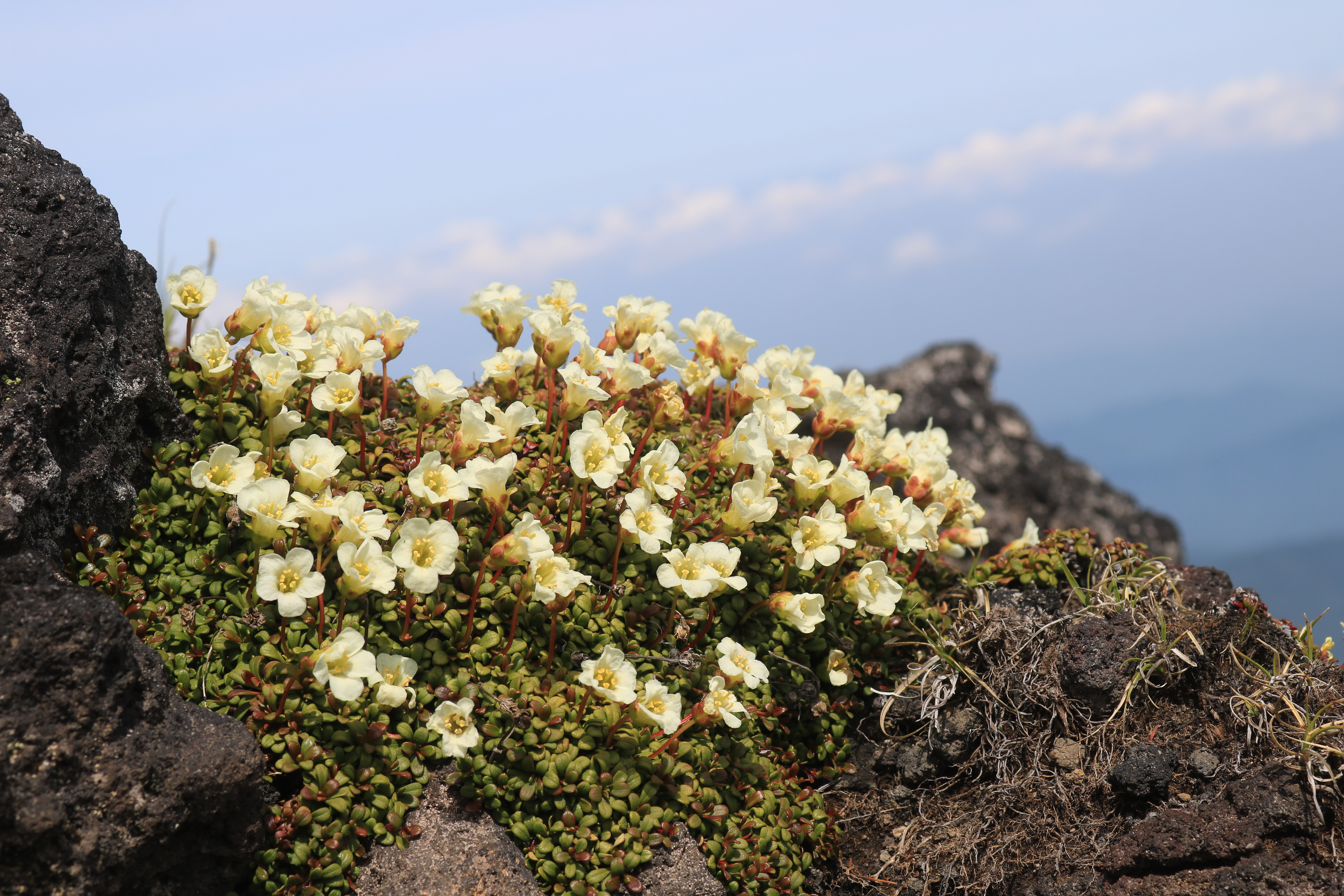
Diapensia obovata na hoře Ontake v Japonsku
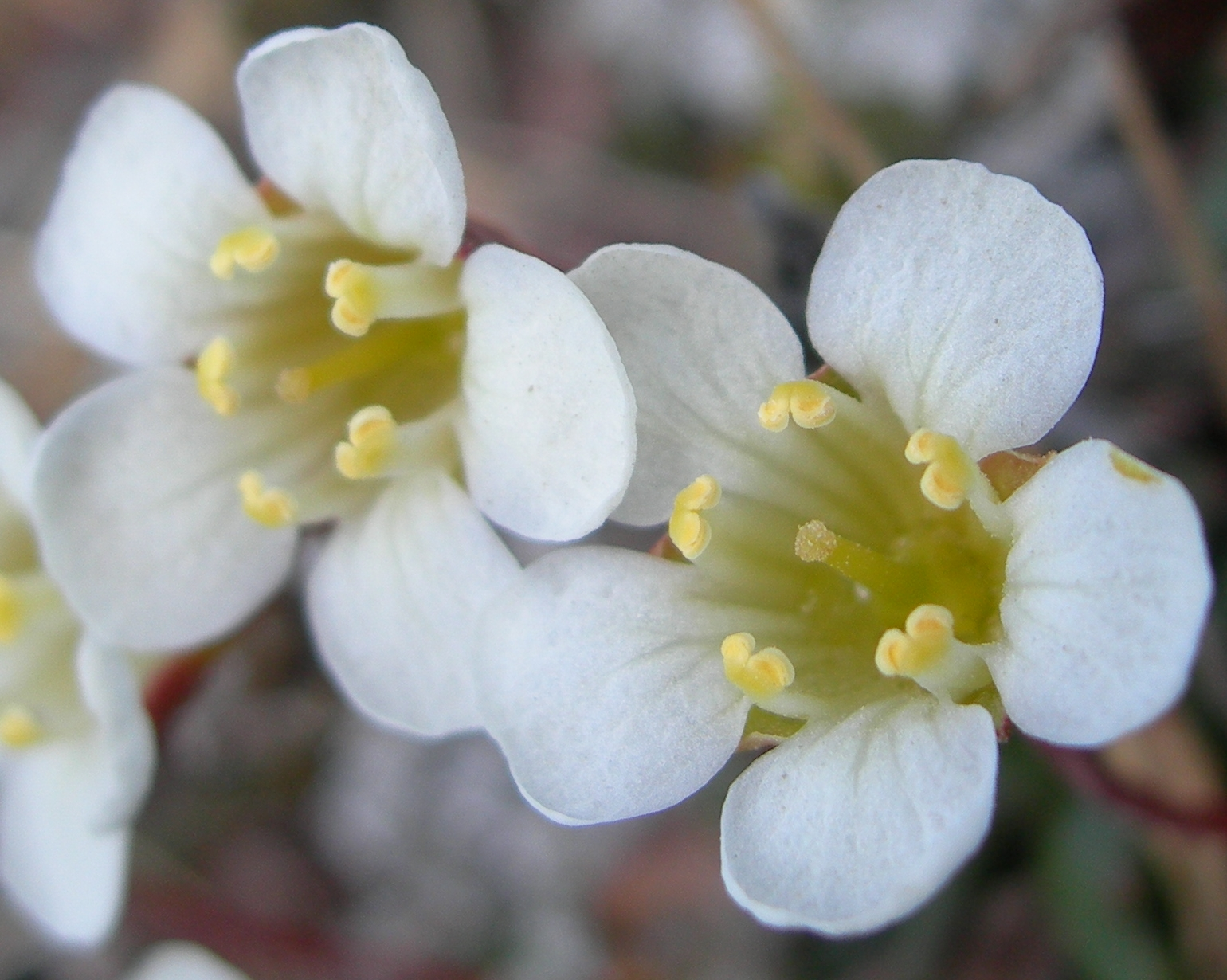
Detail květů diapensie laponské
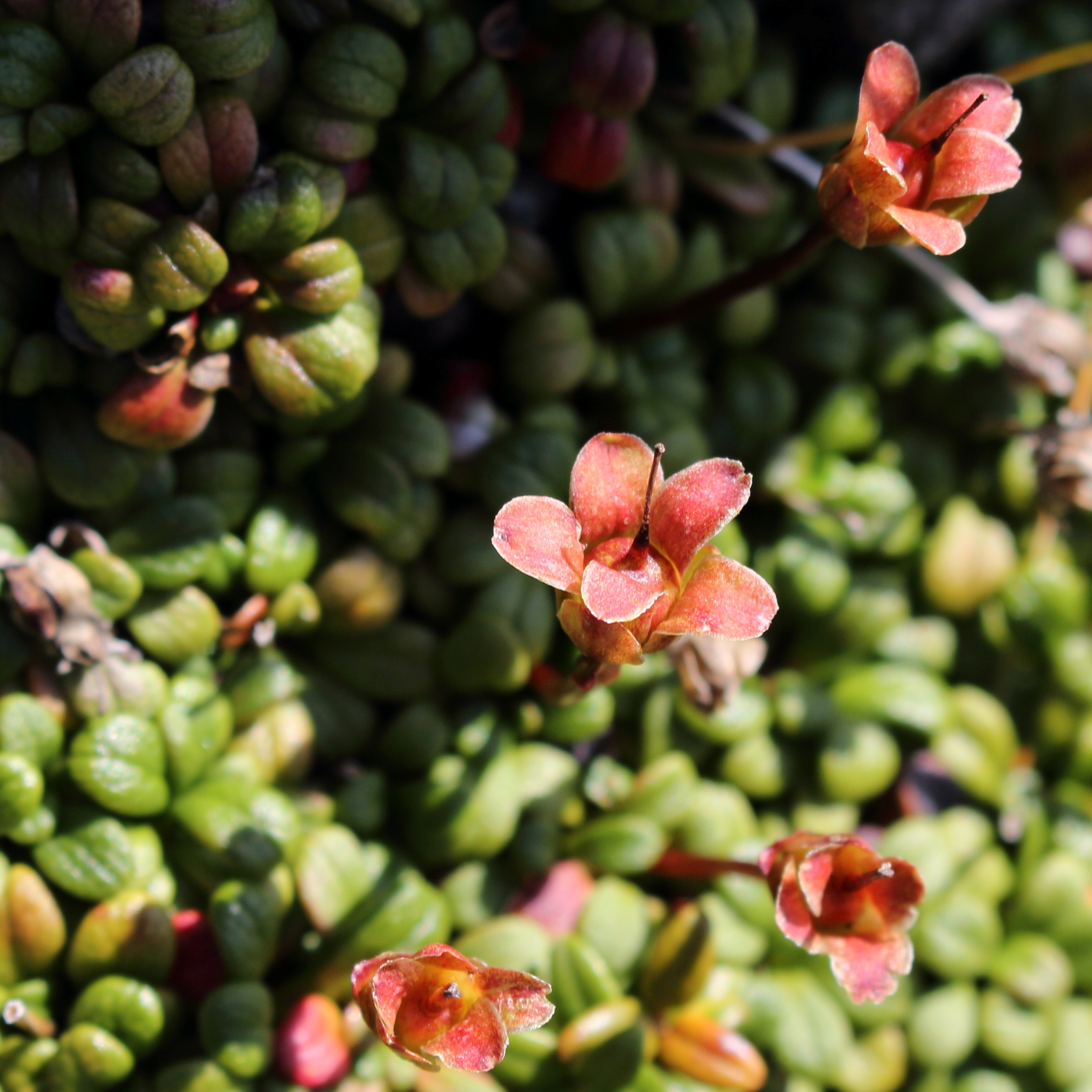
Diapensie laponská za plodu

## Rozšíření
Rod zahrnuje 7 druhů a je největším rodem čeledi diapensiovité. Tradičně bývá uváděno 5 druhů, v roce 2020 však byly z Číny popsány dva nové druhy. Areál zahrnuje severské oblasti Eurasie i Ameriky a asijské velehory.
Jediným druhem vyskytujícím se v Evropě je diapensie laponská, druh s obtočnovým areálem, vyskytující se ve Skandinávii, severním Rusku (včetně Sibiře), Islandu, Grónsku, Kanadě a sv. USA, jedna reliktní lokalita se nachází i ve Velké Británii. Dalším severským obtočnovým druhem je Diapensia obovata, rozšířená v západní Kanadě, Aljašce, severní a severovýchodní Asii. Zbývající druhy obývají asijské velehory v oblasti Himálaje, Tibetu a jihozápadní Číny, kde rostou v nadmořských výškách 2600 až 5000 metrů.

## Ekologické interakce
Květy diapensií navštěvuje řada druhů hmyzu zejména ze skupiny dvoukřídlých a blanokřídlých.
U diapensie laponské bylo zjištěno, že část rostlin v populacích kvete v červnu, zatímco jiné až v srpnu. U časněji kvetoucích rostlin dozrávají semena v pozdním létě, zatímco pozdněji kvetoucí rostliny uvolňují zralá semena až v zimě, kdy se plodní stopky prodlužují a tobolky se objevují nad vrstvou sněhu. Má se za to, že tato semena se šíří působením větru po sněhové krustě. Rostlina je extrémně odolná vůči mrazu i ostrým arktickým větrům. Dokonce je schopna přežít ponoření do kapalného dusíku (−196 °C). 
Diapensie žijí v symbióze s mykorhizními houbami a vyživují se prostřednictvím erikoidní mykorhizy.
V buňkách rostlin byla zjištěna symbiotická bakteriální společenstva, která zřejmě přispívají k jejich výživě a růstu.

## Prehistorie a původ
Rod pravděpodobně vznikl v sino-japonském regionu v době asi před 6 milióny let a během formování moderní arktické tundry migroval na sever. Během oteplování po konci doby ledové pak vymizely populace z nížin v jižnějších oblastech a rod se zachoval pouze na severu a ve vysokohorských polohách.

## Zástupci
- diapensie himálajská (Diapensia himalaica)
- diapensie laponská (Diapensia lapponica)[8]

## Význam
Diapensie jsou přes svůj atraktivní vzhled pěstovány jako skalničky jen vzácně, neboť jejich kultura v teplých oblastech je obtížná. Doporučuje se je vysadit na chladnější místo skalky, kde budou jejich růžice chráněny před přímým sluncem v horké části dne. Vyžadují kyselou, písčito-rašelinnou půdu. Množí se jarním výsevem nebo polovyzrálými letními řízky. Nejsou uváděny ze žádné české botanické zahrady.